# Scaphidister muscicola
Scaphidister muscicola är en skalbaggsart som beskrevs av Cooman 1935. Scaphidister muscicola ingår i släktet Scaphidister och familjen stumpbaggar. Inga underarter finns listade i Catalogue of Life.